# Alice in Wonderland (K3-album)
Alice in Wonderland is een album van K3 naar hun musical Alice in Wonderland, waarmee ze in 2011 in de theaters stonden. Het stuk is een creatie van Studio 100.

## Geschiedenis
Het album kwam uit op 28 maart 2011. Het bevatte gloednieuwe nummers uit de musical. Een maand eerder verscheen er een gelijknamige single.

## Tracklist
1. Alice in Wonderland
2. Naar de film
3. Filmster
4. Te laat
5. Alles kan in Wonderland
6. Onder water
7. Op de kermis
8. K3-pap
9. Wat een feest
10. Niet-verjaardagsfeest
11. De allermooiste vlinder
12. Hartenkoning-in
13. Doe de bloemendans
14. Ik wil naar huis
15. Geloof in jezelf

## Hitnoteringen

### NederlandseAlbum Top 100
| Hitnotering: (Week 1 t/m 30) 02-04-2011 t/m 22-10-2011 Hitnotering (Week 31 t/m 32) 05-11-2011 t/m 12-11-2011 | Hitnotering: (Week 1 t/m 30) 02-04-2011 t/m 22-10-2011 Hitnotering (Week 31 t/m 32) 05-11-2011 t/m 12-11-2011 | Hitnotering: (Week 1 t/m 30) 02-04-2011 t/m 22-10-2011 Hitnotering (Week 31 t/m 32) 05-11-2011 t/m 12-11-2011 | Hitnotering: (Week 1 t/m 30) 02-04-2011 t/m 22-10-2011 Hitnotering (Week 31 t/m 32) 05-11-2011 t/m 12-11-2011 | Hitnotering: (Week 1 t/m 30) 02-04-2011 t/m 22-10-2011 Hitnotering (Week 31 t/m 32) 05-11-2011 t/m 12-11-2011 | Hitnotering: (Week 1 t/m 30) 02-04-2011 t/m 22-10-2011 Hitnotering (Week 31 t/m 32) 05-11-2011 t/m 12-11-2011 | Hitnotering: (Week 1 t/m 30) 02-04-2011 t/m 22-10-2011 Hitnotering (Week 31 t/m 32) 05-11-2011 t/m 12-11-2011 | Hitnotering: (Week 1 t/m 30) 02-04-2011 t/m 22-10-2011 Hitnotering (Week 31 t/m 32) 05-11-2011 t/m 12-11-2011 | Hitnotering: (Week 1 t/m 30) 02-04-2011 t/m 22-10-2011 Hitnotering (Week 31 t/m 32) 05-11-2011 t/m 12-11-2011 | Hitnotering: (Week 1 t/m 30) 02-04-2011 t/m 22-10-2011 Hitnotering (Week 31 t/m 32) 05-11-2011 t/m 12-11-2011 | Hitnotering: (Week 1 t/m 30) 02-04-2011 t/m 22-10-2011 Hitnotering (Week 31 t/m 32) 05-11-2011 t/m 12-11-2011 | Hitnotering: (Week 1 t/m 30) 02-04-2011 t/m 22-10-2011 Hitnotering (Week 31 t/m 32) 05-11-2011 t/m 12-11-2011 | Hitnotering: (Week 1 t/m 30) 02-04-2011 t/m 22-10-2011 Hitnotering (Week 31 t/m 32) 05-11-2011 t/m 12-11-2011 | Hitnotering: (Week 1 t/m 30) 02-04-2011 t/m 22-10-2011 Hitnotering (Week 31 t/m 32) 05-11-2011 t/m 12-11-2011 | Hitnotering: (Week 1 t/m 30) 02-04-2011 t/m 22-10-2011 Hitnotering (Week 31 t/m 32) 05-11-2011 t/m 12-11-2011 | Hitnotering: (Week 1 t/m 30) 02-04-2011 t/m 22-10-2011 Hitnotering (Week 31 t/m 32) 05-11-2011 t/m 12-11-2011 | Hitnotering: (Week 1 t/m 30) 02-04-2011 t/m 22-10-2011 Hitnotering (Week 31 t/m 32) 05-11-2011 t/m 12-11-2011 | Hitnotering: (Week 1 t/m 30) 02-04-2011 t/m 22-10-2011 Hitnotering (Week 31 t/m 32) 05-11-2011 t/m 12-11-2011 |
| Week: | 1 | 2 | 3 | 4 | 5 | 6 | 7 | 8 | 9 | 10 | 11 | 12 | 13 | 14 | 15 | 16 | 17 |
| --- | --- | --- | --- | --- | --- | --- | --- | --- | --- | --- | --- | --- | --- | --- | --- | --- | --- |
| Positie: | 4 | 10 | 8 | 12 | 20 | 29 | 40 | 32 | 42 | 34 | 34 | 34 | 47 | 31 | 19 | 15 | 16 |
| Week: | 18 | 19 | 20 | 21 | 22 | 23 | 24 | 25 | 26 | 27 | 28 | 29 | 30 | | 31 | 32 | |
| Positie: | 15 | 14 | 14 | 20 | 26 | 25 | 37 | 60 | 51 | 83 | 100 | 97 | 96 | uit | 94 | 95 | uit |

### VlaamseUltratop 200Albums
| Hitnotering: (Week 1 t/m 34) 02-04-2011 t/m 19-11-2011 Hitnotering: (Week 35 t/m) 19-05-2012 t/m | Hitnotering: (Week 1 t/m 34) 02-04-2011 t/m 19-11-2011 Hitnotering: (Week 35 t/m) 19-05-2012 t/m | Hitnotering: (Week 1 t/m 34) 02-04-2011 t/m 19-11-2011 Hitnotering: (Week 35 t/m) 19-05-2012 t/m | Hitnotering: (Week 1 t/m 34) 02-04-2011 t/m 19-11-2011 Hitnotering: (Week 35 t/m) 19-05-2012 t/m | Hitnotering: (Week 1 t/m 34) 02-04-2011 t/m 19-11-2011 Hitnotering: (Week 35 t/m) 19-05-2012 t/m | Hitnotering: (Week 1 t/m 34) 02-04-2011 t/m 19-11-2011 Hitnotering: (Week 35 t/m) 19-05-2012 t/m | Hitnotering: (Week 1 t/m 34) 02-04-2011 t/m 19-11-2011 Hitnotering: (Week 35 t/m) 19-05-2012 t/m | Hitnotering: (Week 1 t/m 34) 02-04-2011 t/m 19-11-2011 Hitnotering: (Week 35 t/m) 19-05-2012 t/m | Hitnotering: (Week 1 t/m 34) 02-04-2011 t/m 19-11-2011 Hitnotering: (Week 35 t/m) 19-05-2012 t/m | Hitnotering: (Week 1 t/m 34) 02-04-2011 t/m 19-11-2011 Hitnotering: (Week 35 t/m) 19-05-2012 t/m | Hitnotering: (Week 1 t/m 34) 02-04-2011 t/m 19-11-2011 Hitnotering: (Week 35 t/m) 19-05-2012 t/m | Hitnotering: (Week 1 t/m 34) 02-04-2011 t/m 19-11-2011 Hitnotering: (Week 35 t/m) 19-05-2012 t/m | Hitnotering: (Week 1 t/m 34) 02-04-2011 t/m 19-11-2011 Hitnotering: (Week 35 t/m) 19-05-2012 t/m | Hitnotering: (Week 1 t/m 34) 02-04-2011 t/m 19-11-2011 Hitnotering: (Week 35 t/m) 19-05-2012 t/m | Hitnotering: (Week 1 t/m 34) 02-04-2011 t/m 19-11-2011 Hitnotering: (Week 35 t/m) 19-05-2012 t/m | Hitnotering: (Week 1 t/m 34) 02-04-2011 t/m 19-11-2011 Hitnotering: (Week 35 t/m) 19-05-2012 t/m | Hitnotering: (Week 1 t/m 34) 02-04-2011 t/m 19-11-2011 Hitnotering: (Week 35 t/m) 19-05-2012 t/m | Hitnotering: (Week 1 t/m 34) 02-04-2011 t/m 19-11-2011 Hitnotering: (Week 35 t/m) 19-05-2012 t/m | Hitnotering: (Week 1 t/m 34) 02-04-2011 t/m 19-11-2011 Hitnotering: (Week 35 t/m) 19-05-2012 t/m | Hitnotering: (Week 1 t/m 34) 02-04-2011 t/m 19-11-2011 Hitnotering: (Week 35 t/m) 19-05-2012 t/m | Hitnotering: (Week 1 t/m 34) 02-04-2011 t/m 19-11-2011 Hitnotering: (Week 35 t/m) 19-05-2012 t/m |
| Week:                                                                                            | 1                                                                                                | 2                                                                                                | 3                                                                                                | 4                                                                                                | 5                                                                                                | 6                                                                                                | 7                                                                                                | 8                                                                                                | 9                                                                                                | 10                                                                                               | 11                                                                                               | 12                                                                                               | 13                                                                                               | 14                                                                                               | 15                                                                                               | 16                                                                                               | 17                                                                                               | 18                                                                                               | 19                                                                                               | 20                                                                                               |
| ------------------------------------------------------------------------------------------------ | ------------------------------------------------------------------------------------------------ | ------------------------------------------------------------------------------------------------ | ------------------------------------------------------------------------------------------------ | ------------------------------------------------------------------------------------------------ | ------------------------------------------------------------------------------------------------ | ------------------------------------------------------------------------------------------------ | ------------------------------------------------------------------------------------------------ | ------------------------------------------------------------------------------------------------ | ------------------------------------------------------------------------------------------------ | ------------------------------------------------------------------------------------------------ | ------------------------------------------------------------------------------------------------ | ------------------------------------------------------------------------------------------------ | ------------------------------------------------------------------------------------------------ | ------------------------------------------------------------------------------------------------ | ------------------------------------------------------------------------------------------------ | ------------------------------------------------------------------------------------------------ | ------------------------------------------------------------------------------------------------ | ------------------------------------------------------------------------------------------------ | ------------------------------------------------------------------------------------------------ | ------------------------------------------------------------------------------------------------ |
| Positie:                                                                                         | 23                                                                                               | 6                                                                                                | 9                                                                                                | 6                                                                                                | 7                                                                                                | 9                                                                                                | 15                                                                                               | 11                                                                                               | 8                                                                                                | 8                                                                                                | 7                                                                                                | 9                                                                                                | 9                                                                                                | 10                                                                                               | 19                                                                                               | 18                                                                                               | 8                                                                                                | 6                                                                                                | 10                                                                                               | 10                                                                                               |
| Week:                                                                                            | 21                                                                                               | 22                                                                                               | 23                                                                                               | 24                                                                                               | 25                                                                                               | 26                                                                                               | 27                                                                                               | 28                                                                                               | 29                                                                                               | 30                                                                                               | 31                                                                                               | 32                                                                                               | 33                                                                                               | 34                                                                                               |                                                                                                  | 35                                                                                               | 36                                                                                               | 37                                                                                               | 38                                                                                               | 39                                                                                               |
| Positie:                                                                                         | 12                                                                                               | 17                                                                                               | 25                                                                                               | 27                                                                                               | 23                                                                                               | 28                                                                                               | 40                                                                                               | 36                                                                                               | 38                                                                                               | 54                                                                                               | 71                                                                                               | 70                                                                                               | 88                                                                                               | 90                                                                                               | uit                                                                                              | 168                                                                                              | 164                                                                                              | 171                                                                                              | 189                                                                                              | 171                                                                                              |
| Week:                                                                                            | 40                                                                                               | 41                                                                                               | 42                                                                                               | 43                                                                                               | 44                                                                                               | 45                                                                                               | 46                                                                                               | 47                                                                                               | 48                                                                                               | 49                                                                                               | 50                                                                                               | 51                                                                                               | 52                                                                                               | 53                                                                                               | 54                                                                                               | 55                                                                                               | 56                                                                                               | 57                                                                                               | 58                                                                                               | 59                                                                                               |
| Positie:                                                                                         | 160                                                                                              |                                                                                                  |                                                                                                  |                                                                                                  |                                                                                                  |                                                                                                  |                                                                                                  |                                                                                                  |                                                                                                  |                                                                                                  |                                                                                                  |                                                                                                  |                                                                                                  |                                                                                                  |                                                                                                  |                                                                                                  |                                                                                                  |                                                                                                  |                                                                                                  |                                                                                                  |